# Rezolucja Rady Bezpieczeństwa ONZ nr 742
Rezolucja Rady Bezpieczeństwa ONZ nr 742 została przyjęta bez głosowania 14 lutego 1992 r.
Po przeanalizowaniu wniosku Azerbejdżanu o członkostwo w Organizacji Narodów Zjednoczonych, Rada zaleciła Zgromadzeniu Ogólnemu przyjęcie tego państwa do swojego grona.

## Źródło
- UNSCR - Resolution 742